# Heresznye
Heresznye (horvátul: Rasinja) község Somogy vármegyében, a Barcsi járásban.

## Fekvése
Nagyatádtól délre, a Dráva közelében, Vízvár és Bolhó között fekszik, a Barcs-Berzence közti 6801-es út mentén.

## Története
Heresznye Árpád-kori település, melyről az okleveles adatok a tatárjárást megelőző korszakig nyúlnak vissza.
Nevét már 1219-ben említették az oklevelekben-ben Haraznia iuxta Dravam alakban. Később, 1332-1337 között a pápai tizedjegyzékben is megtaláljuk, tehát már ekkor egyházas hely is volt, majd 1384-ben pedig már két Heresznye helységről emlékeznek meg az oklevelek.
1399-ben az egyik, Egyházasheresnye, a székesfehérvári káptalané, a másik, Felrétheresnye, az Alsólendvai Bánfiaké volt, majd később a Marczaliak birtokába került, 1495-ben pedig a Báthoriak nyerték adományul.
Az 1536-os adólajstrom szerint Felsőheresznye Török Bálinté, Alsóheresznye pedig Báthori Andrásé és az itteni plébánosé volt.
1550-ben Felső-Heresznye Tahy Ferencé, Bolhó-Heresznye Báthori Andrásé.
Az 1660-as pannonhalmi dézsmaváltságjegyzék Szent-Györgyvár tartozékaként említette. ,
1677-ben Széchenyi György kalocsai érsek nyerte adományul I. Lipót királytól.
1726-ban és 1733-ban már csak puszta és gróf Széchenyi Zsigmondé. 1750-ben pedig már ismét önálló jobbágyközség volt, és a Széchenyiek voltak továbbra is a földesurai, majd az 1900-as évek elején nagyobb birtokosa báró Solymossy Ödön volt.
A 18. század közepén a Dráva áradásai miatt lakói lassanként a határ emelkedettebb részeire kezdtek telepedni és a község régi helyét elhagyták.
1880-ban egy nagy tűzvészben a falu kétharmadrésze leégett.
A 20. század elején Somogy vármegye Nagyatádi járásához tartozott.
1910-ben 715 lakosából 87 magyar, 628 horvát volt. Ebből 707 római katolikus, 6 izraelita volt.

## Közélete

### Polgármesterei
- 1990–1994: Rengel József (Agrárszövetség)[4]
- 1994–1998: Rengel József (független)[5]
- 1998–2002: Vida Imre (független)[6]
- 2002–2006: Vida Imre (független)[7]
- 2006–2010: Kolics Gábor (független)[8]
- 2010–2014: Kolics Gábor (Fidesz)[9]
- 2014–2017: Rengel László (Fidesz-KDNP)[10]
- 2017–2019: Rengel László (független)[11]
- 2019–2024: Rengel László (független)[12]
- 2024– : Rengel László (független)[1]

A településen 2017. szeptember 17-én időközi polgármester-választást tartottak, az előző polgármester lemondása miatt.

## Népesség
A település népességének változása:
| Lakosok száma | 247  | 241  | 245  | 222  | 244  | 267  | 262  |
|               | 2013 | 2014 | 2015 | 2021 | 2022 | 2023 | 2024 |

A 2011-es népszámlálás során a lakosok 94,6%-a magyarnak, 28,3% cigánynak, 27,1% horvátnak mondta magát (5,4% nem nyilatkozott; a kettős identitások miatt a végösszeg nagyobb lehet 100%-nál). A vallási megoszlás a következő volt: római katolikus 79,2%, református 0,8%, felekezet nélküli 6,3% (13,3% nem nyilatkozott).
2022-ben a lakosság 88,9%-a vallotta magát magyarnak, 34,4% cigánynak, 16,4% horvátnak, 0,8% németnek, 0,4% románnak, 0,4% ukránnak, 3,3% egyéb, nem hazai nemzetiségűnek (10,2% nem nyilatkozott; a kettős identitások miatt a végösszeg nagyobb lehet 100%-nál). Vallásuk szerint 51,2% volt római katolikus, 1,2% református, 2% egyéb keresztény, 1,6% egyéb katolikus, 5,7% felekezeten kívüli (37,7% nem válaszolt).